# Calciumkanal
Als Calciumkanäle (oder Kalziumkanäle) werden in der Physiologie und Zellbiologie Ionenkanäle bezeichnet, die mehr oder weniger selektiv durchlässig (permeabel) für Calcium-Ionen (Ca2+) sind. Man unterscheidet zwischen spannungsabhängigen und Ligand-regulierten Calciumkanälen. Therapeutisch von Interesse sind vor allem die spannungsabhängigen Kanäle vom L-Typ und vom T-Typ.

## Physiologische Funktion
Änderungen der intrazellulären Calciumkonzentration sind entscheidend für viele physiologische Prozesse. Sie bewirken die elektromechanische Kopplung bei der Muskelkontraktion, führen zu Synthese und Sekretion von Neurotransmittern und Hormonen, regulieren die Expression von Genen und steuern Enzymaktivitäten. Der wesentliche Teil des Calciumeinstroms in die Zelle erfolgt über spannungsabhängige Calciumkanäle, deren Öffnungsstimulus die Depolarisation der Zellmembran darstellt. Modulierend greifen hierbei Hormone, Proteinkinasen, Proteinphosphatasen, Toxine und Arzneistoffe ein.
Spannungsgesteuerte Calciumkanäle (abgekürzt vgCaCh oder VGCC, englisch voltage-gated Ca2+ channel) haben im Zusammenhang etwa mit dem Schmerz eine wichtige Bedeutung. So werden spannungsgesteuerte Ca2+-Kanäle auf den Zelloberflächen von erregbaren Zellen wie Neuronen, Muskel- aber auch endokrinen Zellen zur Verfügung gestellt oder exprimiert und übertragen ein Aktionspotential in einem Ca2+-Puls. Diese Calciumkanäle lassen sich aufgrund ihrer Spannungssensitivität (siehe Ionenkanal), ihrer Aktivierungskinetik und ihres pharmakologischen Profils in verschiedene Kategorien einteilen:
- L-Typ („l“onglasting, langanhaltender Strom),
- T-Typ („t“ransient, geringer Strom),
- N-Typ („n“either L oder T, in „N“euronen),
- P/Q-Typ (in „P“urkinje-Zellen des Kleinhirns (Cerebellum)) sowie den
- R-Typ („r“emaining) VGCCs (voltage-gated Ca2+ channels)

Die Aktivierung von L-, P-, Q- und N-Typ-Calciumkanälen durch verschiedene Reize in Spinalneuronen ist an der Wahrnehmung von akutem Schmerz, der Hyperalgesie und der Allodynie beteiligt. Bislang sind die N-Typ-Calciumkanäle am besten wissenschaftlich untersucht, sie sind an den präsynaptischen nozizeptiven Nervenendigungen lokalisiert und bewirken die Ausschüttung der Neurotransmitter Substanz P und Glutamat. Sie können spezifisch u. a. durch ω-Conotoxine  blockiert werden.

## Medizinische Bedeutung
Bei der Therapie von Herzkrankheiten und Bluthochdruck werden so genannte Calciumkanalblocker eingesetzt. Sie regulieren die Kontraktionskraft der Herzmuskulatur und der glatten Muskulatur der Blutgefäße. Die Calciumkanalblocker hemmen den Fluss von Calciumionen in die Muskelzellen; dieser Calciumioneneinstrom ist der Auslöser der Muskelkontraktion, da er die Aktin-Myosin-Querbrückenbindung initiiert. Ein weiterer Calciumkanalantagonist ist das Nimodipin, welches als Antidementivum, also zur Behandlung der Demenz, eingesetzt wird. Flunarizin, ein Medikament, welches auch den Calciumkanal antagonisiert, wird in der Migräneprophylaxe angewandt.
Eine Reihe von Wirkstoffen, die Calciumkanäle hemmen, werden als Antiepileptika eingesetzt. So zum Beispiel Ethosuximid (T-Typ-Calcium-Kanal), Pregabalin und Gabapentin (beide P/Q-Typ-Calcium-Kanal).
Toxine, die Calciumkanäle binden, sind Calcicludin, Calciseptin, ω-Conotoxin, ω-Agatoxin, Taicatoxin und Bisphenol A.